# Чажизна
Чажизна (пол. Czarzyzna) — село в Польщі, у гміні Лубніце Сташовського повіту Свентокшиського воєводства.
Населення — 296 осіб (2011).
У 1975-1998 роках село належало до Тарнобжезького воєводства.

## Демографія
Демографічна структура на день 31 березня 2011 року:
|          | Загалом | Допрацездатний вік | Працездатний вік | Постпрацездатний вік |
| -------- | ------- | ------------------ | ---------------- | -------------------- |
| Чоловіки | 148     | 25                 | 103              | 20                   |
| Жінки    | 148     | 28                 | 77               | 43                   |
| Разом    | 296     | 53                 | 180              | 63                   |